# Bandi Kodigehalli Palya, Bangalore North
Bandi Kodigehalli Palya là một làng thuộc tehsil Bangalore North, huyện Bangalore Urban, bang Karnataka, Ấn Độ.